# Forza Fútbol Club
Forza Fútbol Club es un equipo de fútbol profesional que pertenece a la Filipino Premier League.                
Fue fundado en el 2010 y debutó en la UFL Cup del 2011.